# 菅野純平
菅野 純平（すがの じゅんぺい、1991年4月16日 - ）は、秋田県湯沢市出身のハンドボール選手。日本ハンドボールリーグのトヨタ車体所属。

## 経歴
秋田県立湯沢高等学校時代は2007年に日本代表U-16に選出。
2009年は第17回日・韓・中ジュニア交流競技会の日本代表に選ばれた。
高校卒業後は筑波大学へ進学し、2010年に第12回男子ジュニアアジア選手権の日本代表U-21に選出。
2014年に日本ハンドボールリーグのトヨタ車体へ加入。
2015年は第28回ユニバーシアード競技大会の日本代表に選ばれた。

## 詳細情報

### 年度別成績
| 年       | チーム     | 試合 | フィールド 得点 | 率   | 7m  | 合計    | 警告 | 退場 | 失格 |
| -------- | ---------- | ---- | --------------- | ---- | --- | ------- | ---- | ---- | ---- |
| 2014-15  | トヨタ車体 | 10   | 9/17            | .529 | 0/0 | 9/17    | 4    | 6    | 1    |
| 2015-16  | トヨタ車体 | 14   | 26/38           | .684 | 0/0 | 26/38   | 4    | 8    | 0    |
| 2016-17  | トヨタ車体 | 11   | 24/31           | .774 | 0/0 | 24/31   | 4    | 2    | 0    |
| 2017-18  | トヨタ車体 | 24   | 34/42           | .810 | 0/0 | 34/42   | 6    | 12   | 0    |
| 2018-19  | トヨタ車体 | 24   | 21/31           | .677 | 0/0 | 21/31   | 6    | 10   | 0    |
| JHL：5年 | JHL：5年   | 83   | 114/159         | .717 | 0/0 | 114/159 | 24   | 38   | 1    |

- 各年度の太字はリーグ最高

### 記録

#### 日本ハンドボールリーグ
- フィールドゴール初得点：2014年10月25日、対トヨタ自動車東日本戦（知立市福祉体育館）[6]

### 背番号
- 19 (2014年 - )

## 代表歴

### 日本代表U-24
- ユニバーシアード競技大会 (2015年)

### 日本代表U-21
- ジュニアアジア選手権 (2010年)

### 日本代表U-16
- 日韓スポーツ交流 (2007年)